# Lijst van cultureel erfgoed in Lorinčík
Dit is een lijst van cultureel erfgoed in Košice, in het stadsdeel Lorinčík (okres Košice II).
Deze lijst is gebaseerd op de opsomming die gepubliceerd werd op de website van het Bureau voor monumenten van de Slowaakse Republiek (PÚSR).
- Lorinčík
- Košice (stad in Slowakije)

## Cultureel erfgoed
| Afbeelding | Adres & coördinaten                                                  | Object                                               | Locale benaming      |
| ---------- | -------------------------------------------------------------------- | ---------------------------------------------------- | -------------------- |
|            | Hoek van de Lorinčík ulica en de Sabinovská ulica. Lorinčík. Locatie | Rooms-katholieke Sint-Laurentiuskerk. ID 803-4115/0. | Kostol sv. Vavrinca. |